# Geheime boek van Jacobus
Het Geheime Boek van Jacobus, ook wel de Apocryphon van Jacobus , is een Koptisch handschrift dat deel uitmaakte van de vondst van de Nag Hammadigeschriften in 1945. Er moet een oorspronkelijk Griekse tekst zijn geweest, maar daar is nooit iets van gevonden. De tekst zelf heeft geen titel. De huidige benaming is gebaseerd op de inhoud van de tekst.
In de tekst zendt Jacobus, de broer van Jezus, een brief naar iemand waarvan de naam door een beschadiging in het handschrift onleesbaar is. Met die brief zendt hij een boek dat in het Hebreeuws geschreven is. Het boek bevat een geheime openbaring, die hij samen met Petrus ontvangen zou hebben van de opgestane Christus. In de brief meldt hij al eerder en toen alleen een openbaring te hebben ontvangen.
De rest van de tekst in het handschrift beschrijft die openbaring in vooral een dialoog tussen Christus en Jacobus en Petrus. Die dialoog vindt plaats 550 dagen na de opstanding en onmiddellijk voor zijn hemelvaart. Op die dag verschijnt Christus aan de twaalf apostelen die bezig zijn hun memoires te schrijven. Jezus nodigt de apostelen uit hem te volgen naar het Hemels Koninkrijk. Hij waarschuwt hen echter dat dit niet afhangt van zijn handelen, maar alleen of zij innerlijk daartoe gereed zijn. In de tekst wordt dat benoemd als vol zijn of vervuld van de Geest.
Jezus neemt daarna Jacobus en Petrus alleen en houdt een lange toespraak. Daarin wordt sterk de nadruk gelegd op het bereid zijn tot lijden door het martelaarschap. Er ligt ook een accent op de noodzaak van het bezit van gnosis. Wie dat niet bezit, zal het Hemels Koninkrijk niet bereiken.  Maar ook de noodzaak van het geloof wordt noodzakelijk geacht. Jezus zegt in de tekst  Jullie hebben door geloof en kennis het leven ontvangen .
Een derde element betreft het resoluut afwijzen door Jezus van een profetie over de wederkomst. Jacobus stelt de vraag Heer, hoe zullen wij kunnen profeteren aan hen die ons om voorspellingen vragen? Want er zijn er velen die naar ons opzien en orakelen van ons verwachten. Het antwoord daarop is Weet je dan niet dat het hoofd van de profetie met Johannes de Doper werd afgeslagen. Aan het eind van de tekst vindt de hemelvaart plaats. Jacobus en Petrus voegen zich weer bij de andere apostelen en Jacobus meldt dat hij hierna terugging naar Jeruzalem.

## Opvattingen in het vakgebied
Er is in het vakgebied debat over de vraag of de tekst zoals nu bekend in een eerder stadium niet uit meerdere heeft bestaan, die later zijn samengevoegd. In de eerste decennia na de ontdekking in 1945 werd het geschrift als gnostisch beschouwd. In de eenentwintigste eeuw wordt dat karakter sterk gerelativeerd. De tekst lijkt wel enige gnostische opvattingen te bevatten, maar het kan ook dat deze in die periode nog veel algemener van aard waren dan vermeld in de geschriften van de kerkvaders in hun poging ketterij te bestrijden.
Het feit, dat er in de tekst een periode van 550 dagen ligt tussen de opstanding en de hemelvaart roept ook vragen op. Sommige auteurs suggereren, dat de christelijke gemeenschap waarin het verhaal is ontstaan geen kennis had van de Handelingen van de apostelen waar het traditionele aantal van 40 dagen wordt benoemd. Sommige auteurs zijn van oordeel, dat de tekst in grote mate moet zijn gebaseerd op een vroege mondelinge overlevering die al van de eerste eeuw dateert en ook voor een deel onafhankelijk was van de canonieke evangeliën. De oorspronkelijke Griekse tekst zou dan omstreeks het midden van de tweede eeuw geschreven moeten zijn.
Net zoals in enkele andere apocriefe geschriften, zoals bijvoorbeeld het Evangelie van Maria Magdalena, is ook in deze tekst Petrus degene van de deelnemers aan de dialoog die het minst begrijpt. Hij is nog onvoldoende  vervuld van de Geest.  Jacobus begrijpt het in de tekst aanzienlijk beter. Auteurs die de vroege mondelinge overlevering als een belangrijke verklaring zien, duiden dit als een herinnering aan een factiestrijd na de dood van Jezus over het leiderschap van de vroege joods-christelijke gemeente in Jeruzalem.  